# Iavoreț, Gabrovo
Iavoreț (în bulgară Яворец) este un sat în comuna Gabrovo, regiunea Gabrovo,  Bulgaria. 

## Demografie
Componența etnică a satului Iavoreț
     Romi (1,76%)
     Bulgari (92,73%)
     Nicio identificare (3,52%)
     Altele (1,98%)
La recensământul din 2011, populația satului Iavoreț era de 454 locuitori. Din punct de vedere etnic, majoritatea locuitorilor (92,73%) erau bulgari, cu o minoritate de romi (1,76%). Pentru 3,52% din locuitori nu este cunoscută apartenența etnică.